# Farma wiatrowa Śniatowo
Farma wiatrowa Śniatowo – farma wiatrowa w województwie zachodniopomorskim, w powiecie kamieńskim, w gminie Kamień Pomorski, na nieczynnym lotnisku koło Śniatowa (utworzonym na obszarze zlikwidowanej wsi Gardziec), które służyło jako zapasowe dla 2 Pułku lotnictwa myśliwskiego z Goleniowa. Wykorzystywana wspólnie przez lotnictwo Ludowego Wojska Polskiego oraz Armii Czerwonej. Farma wiatrowa uruchomiona została w 2009 roku. 

## Dane techniczne
Farma Wiatrowa Śniatowo składa się z 16 elektrowni wiatrowych o mocy od 1,8 do 2 MW każda. Łączna moc farmy to 32 MW. Planowana roczna produkcja energii elektrycznej kształtuje się na poziomie około 78 GWh.